# سعال (قرية)
قرية سعال هي إحدى القرى التابعة لمركز نويبع في محافظة جنوب سيناء في جمهورية مصر العربية. حسب إحصاءات سنة 2018، بلغ إجمالي السكان في سعال 326 نسمة، منهم 172 رجل و 154 امرأة.